# Jia Qing Wilson-Yang
Jia Qing Wilson-Yang est une écrivaine et musicienne canadienne dont le premier roman, Small Beauty, a été publié en 2016.
Finaliste du prix Dayne Ogilvie en 2016, aux côtés de Gwen Benaway, elle remporte un prix lors de la 29e édition du prix Lambda Literary, en 2017. D'autres de ses textes ont été publiés dans les anthologies Bound to Struggle: Where Kink and Radical Politics Meet et Letters Lived: Radical Reflections, Revolutionary Paths, ainsi que dans la revue littéraire Room.
Avant d'être connue en tant que romancière, Jia Qing Wilson-Yang avait par ailleurs enregistré et sorti quatre albums entre 2007 et 2013.

## Carrière
Jia Qing Wilson-Yang publie son premier roman, Small Beauty, chez Metonymy Press en 2016. Le livre suit Mei, une femme trans canadienne d'origine chinoise qui, à la mort de son cousin, hérite de sa maison dans une petite ville du sud de l'Ontario. Coincée, seule, dans cette maison pleine de souvenirs, elle en apprend davantage sa famille et, finalement, sur elle-même. Salué par le jury du prix Dayne Ovilgie pour les écrivains LGBTQ2S+ émergents qui lui décerne en 2016 une mention d'honneur, Small Beauty est également récompensé par le Lambda Literary Award for Transgender Fiction lors de la 29e édition des Lammys, en juin 2017.

## Œuvre littéraire
- Small Beauty, Metonymy Press, 2016

## Discographie
- may all yr children be dragons (2007)
- changes of state (2008)
- Eleven Songs (2009)
- eight steps in the recent moves of (2013)